# Bulian (Kubutambahan)
Bulian is een bestuurslaag in het regentschap Buleleng van de provincie Bali, Indonesië. Bulian telt 3466 inwoners (volkstelling 2010).